# Autostrady w Niemczech
Autostrady federalne w Niemczech (niem. Bundesautobahn, l.mn. – Bundesautobahnen, BAB) – główna sieć dróg (obok dróg federalnych) w Niemczech, są oznaczane literą A wraz z liczbą.
Autostrady w Niemczech o numerach nieparzystych biegną zwykle w kierunku południe-północ, zaś te o numerach parzystych mają przebieg wschód-zachód (tak jak w Polsce drogi krajowe). Główne trasy (także o znaczeniu międzynarodowym) mają numery od 1 do 9 (np. A 1). Autostrady o numerach dwucyfrowych mają głównie znaczenie regionalne, a trzycyfrowe – regionalne lub lokalne (np. obwodnice miast). Arterie o oznaczeniach dwucyfrowych lub trzycyfrowych są pogrupowane w ten sposób, że pierwsza cyfra oznaczenia wskazuje przybliżone położenie drogi, np. A 10 – A 19 – okolice Berlina, A 20 – Meklemburgia-Pomorze Przednie, północ kraju, A 241 – okolice Schwerina (również Meklemburgia-Pomorze Przednie).

## Charakterystyka
W 2020 roku łączna długość autostrad w Niemczech wynosiła 13 191 km.
Na większości autostrad w Niemczech nie ma ograniczeń prędkości, jednak zalecana prędkość wynosi 130 kilometrów na godzinę. Jest to jedyne tego typu rozwiązanie na świecie.
Wszystkie autostrady są dla samochodów osobowych bezpłatne i mają takie pozostać dla obywateli wspólnoty, co najmniej tak długo jak będą bezpłatne dla obywateli RFN.
W wyniku reformy, od 1 stycznia 2021 r., odpowiedzialność za planowanie, budowę, utrzymanie i finansowanie autostrad w Niemczech przejęło Federalne Ministerstwo Infrastruktury (niem. BMVI). W 2018 roku stworzyło w tym celu spółkę „Die Autobahn GmbH des Bundes”

## Historia

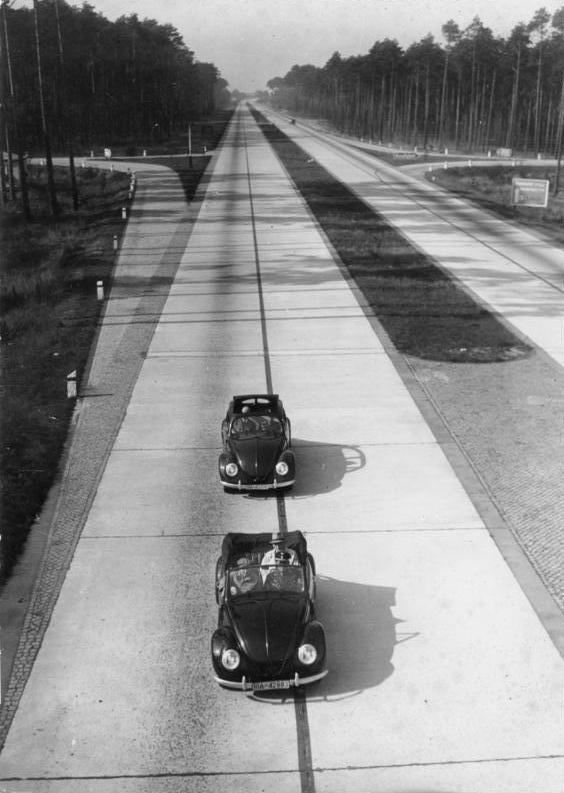
Reichsautobahn, 1943

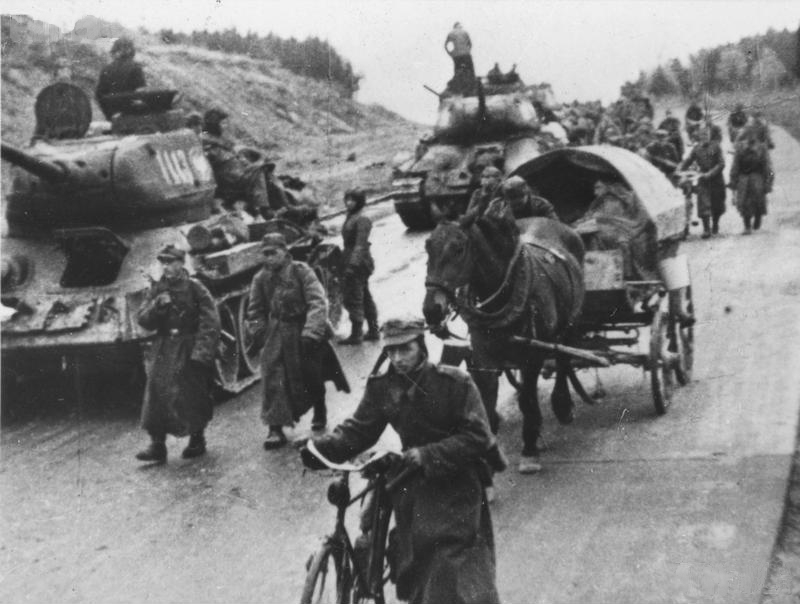
Polskie czołgi jadące po niemieckiej autostradzie do Berlina, 1945

Pierwszą autostradą w Niemczech była AVUS, zbudowana w latach 1913–1921, oddana do ruchu 24 września 1921 roku. W 1926 roku rozpoczęto prace nad autostradą znaną jako HaFraBa, mającą połączyć Hamburg z Frankfurtem i Bazyleą. Ze względu na poważne trudności finansowe państwa, projekt nie dokonał znaczących postępów. Inne źródła podają, że pierwszą autostradą niemiecką była otwarta 6 sierpnia 1932 roku przez Konrada Adenauera, burmistrza Kolonii w latach 1917–1933 oraz przyszłego kanclerza Niemiec, autostrada między Kolonią a Bonn. Trasa miała 20 kilometrów długości, a dziś jest to autostrada A555. W Republice Weimarskiej powstało zaledwie kilka odcinków autostrad. Większość zaplanowanych tras nie powstała z powodu trudności gospodarczych i braku politycznego wsparcia.
W latach 1933–1945 autostrady powstawały jako Reichsautobahn.
Długość niemieckich autostrad w poszczególnych latach:
- Przed wprowadzeniem oraz w czasach narodowego socjalizmu

- Dawne kraje związkowe

- Dawne i nowe kraje związkowe

dane z lat 2011–2023 na podstawie źródła

### Historia numeracji
W czasach podziału Niemiec na Niemcy Zachodnie i Niemiecką Republikę Demokratyczną istniały dwa niezależne od siebie systemy autostradowe.
Po raz pierwszy w Niemczech Zachodnich numerację autostrad wprowadzono w I połowie lat 70. Niektóre arterie do dziś posiadają wprowadzone wtedy numery (np. autostrada A2), inne na przestrzeni lat podlegały zmianom.
W NRD autostrady miały numerację od A1 do A18, jednakże tylko dla potrzeb administracyjnych przez co nie były umieszczane na oznakowaniu.

## Lista autostrad
Poniżej została zamieszczona pełna lista autostrad wraz z nazwami lub ich znaczeniem. W nawiasach oznaczono miejscowości docelowe poza granicami Niemiec. Niektóre autostrady składają się z rozdzielnych odcinków. W takim przypadku odcinki są podane w kolejnych liniach.
Nazewnictwo:
- Dreieck, Autobahndreieck, AD – dosłownie: trójkąt; węzeł drogowy na którym jedna autostrada kończy bieg; połączenie autostrad w formie litery T lub Y
- Kreuz, Autobahnkreuz, AK – dosłownie: krzyż; skrzyżowanie autostrad (jak litera X)

### Autostrady A 1 – A 9
| Numer          | Nazwy                                                                                    | Przebieg | Długość | Status | Mapa |
| -------------- | ---------------------------------------------------------------------------------------- | --- | ------- | --- | ---- |

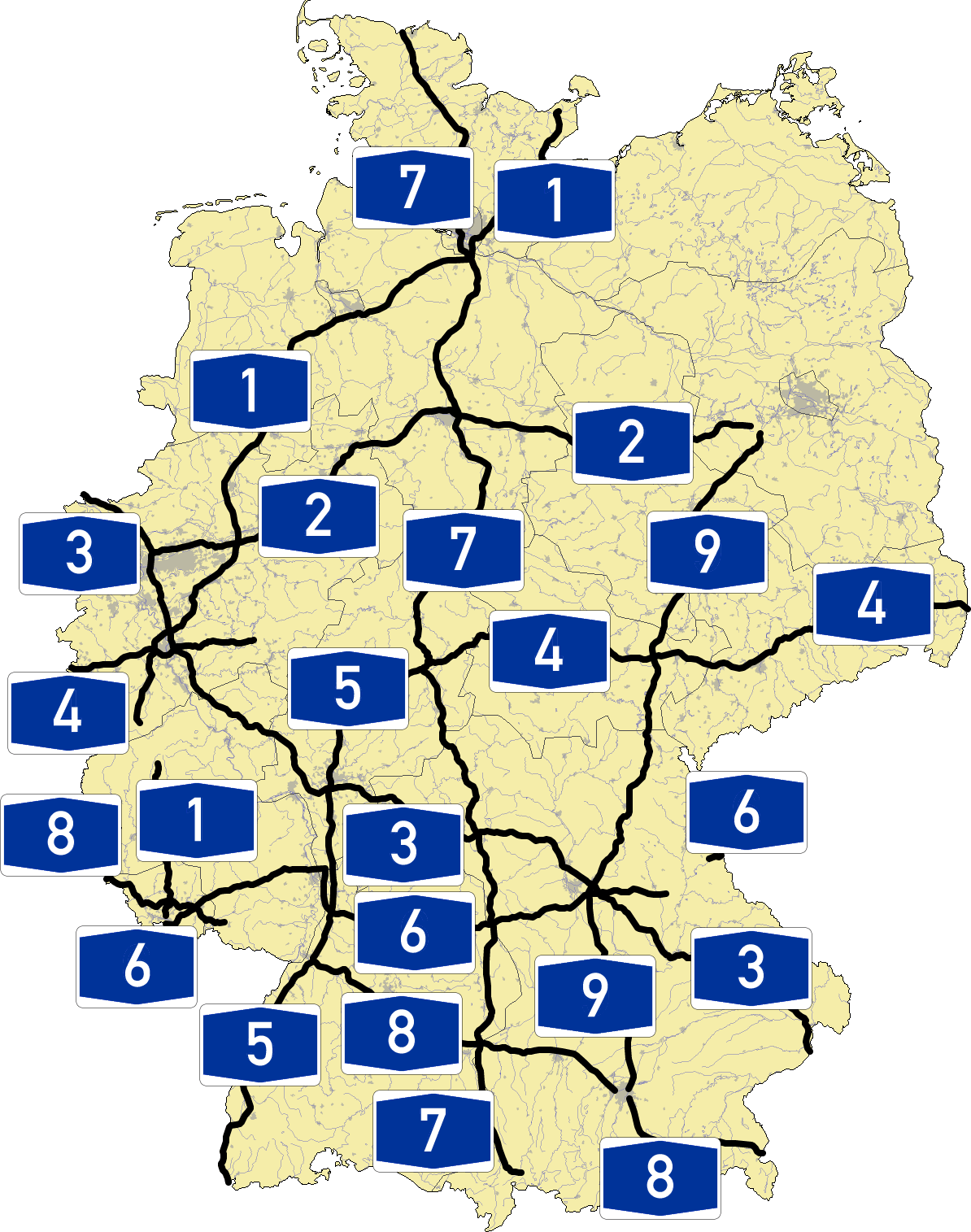
Autostrady A 1 – A 9

| A 1            | Vogelfluglinie, Hansalinie, Ruhrtangente, Kölner Ring, Eifelautobahn                     | Heiligenhafen – Lübeck – Hamburg – Bremen – Osnabrück – Münster – Hamm – Dortmund – Hagen – Wuppertal – Remscheid – Leverkusen – Köln – Blankenheim Kelberg – Trier – Saarbrücken                             | 748 km  | w użytkowaniu w budowie: granica z Danią – Puttgarden planowane: Blankenheim – Kelberg                                      |      |
| A 2            | Warschauer Allee, Schalkeschleichweg                                                     | Oberhausen – Bottrop – Gelsenkirchen – Recklinghausen – Dortmund – Hamm – Bielefeld – Hannover – Braunschweig – Magdeburg – AD Werder                                                                         | 473 km  | w użytkowaniu |      |
| A 3            | Hollandlinie, Rechtsrheinische Autobahn, Kölner Ring, Spessartautobahn, Donautalautobahn | (Arnhem –) Emmerich – Oberhausen – Duisburg – Düsseldorf – Leverkusen – Köln – Limburg/Lahn – Wiesbaden – Frankfurt am Main – Aschaffenburg – Würzburg – Nürnberg – Regensburg – Deggendorf – Passau (– Linz) | 769 km  | w użytkowaniu |      |
| A 4            | Hollandlinie, Kölner Ring, Oberbergische Straße                                          | (Maastricht –) Aachen – Köln – Olpe – Krombach Kirchheimer Dreieck – Eisenach – Erfurt – Jena – Gera – Chemnitz – Dresden – Görlitz (– Wrocław)                                                               | 583 km  | w użytkowaniu dawniej planowano: Krombach – Kirchheimer Dreieck                                                             |      |
| A 5            | HaFraBa, Bergstraßenautobahn, Rheintalautobahn, Rechtsrheinische Autobahn                | Hattenbacher Dreieck – Frankfurt am Main – Darmstadt – Heidelberg – Karlsruhe – Freiburg im Breisgau – Weil am Rhein (– Basel) (Mulhouse –) AD Neuenburg                                                      | 440 km  | w użytkowaniu |      |
| A 6            | Neckarlinie, Kraichgau-Autobahn, Via Carolina                                            | (Paris –) Saarbrücken – Kaiserslautern – Mannheim – Heilbronn – Nürnberg – Amberg – Waidhaus (– Praha) | 484 km  | w użytkowaniu |      |
| A 7            | HaFraBa, Nord-Süd-Achse, Rhönautobahn/ -linie                                            | (Aarhus –) Flensburg – Neumünster – Hamburg – Hannover – Göttingen – Kassel – Hattenbacher Dreieck – Fulda – Würzburg – Ulm – Memmingen – Füssen (– Reutte/Fernpass)                                          | 962 km  | w użytkowaniu |      |
| A 8            | Saar-Autobahn, Albauf- albo -abstieg, Salzburger/Wiener Autobahn                         | (Luxemburg –) Perl – Saarlouis – Neunkirchen – Pirmasens Karlsruhe – Stuttgart – Ulm – Augsburg – München München – Rosenheim – Bad Reichenhall (– Salzburg)                                                  | 505 km  | w użytkowaniu dawniej planowano: Pirmasens – Karlsruhe Autostrada przerwana na obszarze Monachium, możliwy objazd przez lub |      |
| A 9            | MüLeiBerl, Berliner Autobahn, Nürnberger Autobahn                                        | AD Potsdam – Dessau – Leipzig – Hof – Bayreuth – Nürnberg – Ingolstadt – München | 530 km  | w użytkowaniu |      |
|                |                                                                                          | |         | |      |
| Łączna długość | Łączna długość                                                                           | Łączna długość | 5494 km | |      |

### Autostrady o numerach dwucyfrowych

#### A 10 – A 19
| Numer          | Nazwy                                    | Przebieg | Długość | Status                                                                                                   | Mapa |
| -------------- | ---------------------------------------- | --- | ------- | --- | ---- |
| A 10           | Berliner Ring                            | AD Barnim – AD Spreeau – AD Potsdam – AD Werder – AD Havelland – AD Kreuz Oranienburg – AD Barnim                 | 196 km  | w użytkowaniu                                                                                            |      |
| A 11           | Berlinka                                 | (Szczecin –) Pomellen – Eberswalde – AD Barnim                                                                    | 110 km  | w użytkowaniu                                                                                            |      |
| A 12           | Autobahn der Freiheit                    | AD Spreeau – Frankfurt (Oder) (– Poznań)                                                                          | 58 km   | w użytkowaniu                                                                                            |      |
| A 13           |                                          | Schönefelder Kreuz – Lübbenau/Spreewald – Senftenberg – Dresden                                                   | 151 km  | w użytkowaniu                                                                                            |      |
| A 14           | Altmarkautobahn, Mitteldeutsche Schleife | Wismar – Schwerin – Ludwigslust – Karstädt Lüderitz – Wolmirstedt Magdeburg – Halle (Saale) – Leipzig – AD Nossen | 333 km  | w użytkowaniu w budowie oraz planowane: Karstädt – Stendal – Lüderitz w budowie: Wolmirstedt – Magdeburg |      |
| A 15           | Spreewaldautobahn                        | Lübbenau/Spreewald – Cottbus – Forst (– Wrocław)                                                                  | 64 km   | w użytkowaniu                                                                                            |      |
| A 16           | Leipzig-Lausitz-Achse                    | Leipzig – Torgau – Hoyerswerda – Weißwasser (– Wrocław)                                                           |         | dawniej planowano, nigdy nie została zbudowana                                                           |      |
| A 17           | Via Porta Bohemica, Prager Autobahn      | Dresden – Pirna – Bad Gottleuba (– Praha)                                                                         | 45 km   | w użytkowaniu                                                                                            |      |
| A 17           |                                          | Bautzen – Zittau (– Liberec)                                                                                      |         | dawniej planowano (pierwotny przebieg), zrealizowano częściowo jako                                      |      |
| A 18           | Lausitzautobahn                          | Cottbus – Görlitz – Zittau                                                                                        |         | dawniej planowano, zrealizowano częściowo jako oraz                                                      |      |
| A 19           |                                          | Rostock – AD Wittstock/Dosse                                                                                      | 123 km  | w użytkowaniu                                                                                            |      |
|                |                                          | |         | |      |
| Łączna długość | Łączna długość                           | Łączna długość | 1080 km | |      |

#### A 20 – A 29
| Numer          | Nazwy                                                     | Przebieg                                                                                              | Długość | Status | Mapa |
| -------------- | --------------------------------------------------------- | --- | ------- | --- | ---- |
| A 20           | Küstenautobahn, Nordwestumfahrung Hamburg, Ostseeautobahn | Bad Segeberg – Lübeck – Wismar – Rostock – Grimmen – Greifswald – Neubrandenburg – AD Kreuz Uckermark | 345 km  | w użytkowaniu planowane: Westerstede – Bremerhaven – Glückstadt – Bad Segeberg                                                                        |      |
| A 21           | Ostumfahrung Hamburg                                      | Nettelsee – AK Bargteheide                                                                            | 56 km   | w użytkowaniu w budowie oraz planowane: Kiel – Nettelsee planowane: Bargteheide – Geesthacht – AD Handorf dawniej planowano: AD Handorf – AD Egestorf |      |
| A 22           | Küstenautobahn                                            | Westerstede – Bremerhaven – Stade                                                                     |         | dawniej planowano; docelowo jako część autostrady |      |
| A 23           | Westküstenautobahn                                        | Heide (Holsztyn) – Itzehoe – Pinneberg – Hamburg                                                      | 96 km   | w użytkowaniu |      |
| A 24           |                                                           | Hamburg – Schwerin – AD Havelland                                                                     | 237 km  | w użytkowaniu |      |
| A 25           | Marschenlinie                                             | Hamburg – Geesthacht                                                                                  | 18 km   | w użytkowaniu planowane: Geesthacht – Geesthacht-Nord                                                                                                 |      |
| A 26           | Altes-Land-Autobahn, Hafenquerspange                      | Stade – Neu Wulmstorf                                                                                 | 24 km   | w użytkowaniu planowane: Drochtersen – Stade w budowie: Neu Wulmstorf – AK Hamburg-Hafen planowane: AK Hamburg-Hafen – AD Hamburg-Stillhorn           |      |
| A 27           | Schellfischlinie, Blocklandlinie / -autobahn              | Cuxhaven – Bremerhaven – Bremen – Walsrode                                                            | 162 km  | w użytkowaniu |      |
| A 28           | Ostfriesenhighway                                         | Leer (Ostfriesland) – Oldenburg – Stuhr                                                               | 97 km   | w użytkowaniu |      |
| A 29           | Jadelinie                                                 | Wilhelmshaven – Oldenburg – AD Ahlhorner Heide                                                        | 95 km   | w użytkowaniu |      |
|                |                                                           | |         | |      |
| Łączna długość | Łączna długość                                            | Łączna długość                                                                                        | 1130 km | |      |

#### A 30 – A 39
| Numer          | Nazwa                                                         | Przebieg                                                                           | Długość | Status                                                           | Mapa |
| -------------- | ------------------------------------------------------------- | ---------------------------------------------------------------------------------- | ------- | ---------------------------------------------------------------- | ---- |
| A 30           |                                                               | (Amsterdam –) Bad Bentheim – Rheine – Osnabrück – Bad Oeynhausen                   | 136 km  | w użytkowaniu                                                    |      |
| A 31           | Emslandautobahn (Ost-)Friesenspieß                            | Emden – Lingen – Gronau – Bottrop                                                  | 241 km  | w użytkowaniu                                                    |      |
| A 32           |                                                               | Schwarmstedt – Celle – Wolfsburg                                                   |         | dawniej planowano, nigdy nie została zbudowana                   |      |
| A 33           | Teutoburger-Wald-Autobahn, Senne-Autobahn                     | Osnabrück – Halle (Westf.) – Bielefeld – Paderborn – AK Wünnenberg-Haaren          | 104 km  | w użytkowaniu planowane: AD Wallenhorst – Osnabrück-Widukindland |      |
| A 35           |                                                               | Nienburg – Hannover – Hameln – Bielefeld                                           |         | dawniej planowano; obecnie stanowi część dróg oraz               |      |
| A 36           | Nordharzautobahn                                              | Braunschweig – Goslar – Wernigerode – Bernburg (Saale)                             | 120 km  | w użytkowaniu                                                    |      |
| A 36           |                                                               | Hameln – Alfeld – Goslar                                                           |         | dawniej planowano; obecnie stanowi część dróg oraz               |      |
| A 37           | Messeschnellweg, Messestutzen                                 | Burgdorf – Hannover-Misburg Hannover Messe – AD Hannover-Süd                       | 14 km   | w użytkowaniu                                                    |      |
| A 38           | Südharzautobahn, Südumgehung Leipzig, Mitteldeutsche Schleife | AD Drammetal – Nordhausen – Sangerhausen – Halle (Saale) – Leipzig – AD Parthenaue | 219 km  | w użytkowaniu                                                    |      |
| A 39           | Masch(e)ner Autobahn, Nordlandautobahn                        | Maschener Kreuz – Lüneburg Wolfsburg – Braunschweig – AD Salzgitter                | 99 km   | w użytkowaniu planowane: Lüneburg – Wolfsburg                    |      |
|                |                                                               |                                                                                    |         |                                                                  |      |
| Łączna długość | Łączna długość                                                | Łączna długość                                                                     | 933 km  |                                                                  |      |

#### A 40 – A 49
| Numer          | Nazwy                                                                          | Przebieg | Długość | Status | Mapa |
| -------------- | ------------------------------------------------------------------------------ | --- | ------- | --- | ---- |
| A 40           | Ruhrschnellweg / Ruhrschleichweg                                               | (Venlo –) Moers – Duisburg – Mülheim an der Ruhr – Essen – Bochum – Dortmund                                                                                           | 95 km   | w użytkowaniu w budowie oraz planowane: Dortmund – AK Dortmund/Unna                                                       |      |
| A 40           | Lipperandstraße / Lippeschnellweg                                              | Kamp-Lintfort – Dinslaken – Marl – Hamm – Beckum |         | dawniej planowano |      |
| A 41           | Nord-Süd-Autobahn Gelsenkirchen                                                | Dorsten – Gelsenkirchen – Essen – Sprockhövel |         | dawniej planowano |      |
| A 42           | Emscherschnellweg / Schalkeschleichweg                                         | Kamp-Lintfort – Duisburg – Oberhausen – Bottrop – Gelsenkirchen – Herne – Dortmund                                                                                     | 58 km   | w użytkowaniu |      |
| A 43           |                                                                                | Münster – Marl – Recklinghausen – Herne – Bochum – Wuppertal | 93 km   | w użytkowaniu |      |
| A 44           | Belgienlinie (DüBoDo częściowo zastąpione przez BAB 448), Hellweglinie         | (Liège ) – Aachen – Mönchengladbach-Odenkirchen Mönchengladbach-Ost – Düsseldorf – Ratingen Heiligenhaus – Essen-Heisingen Holzwickede – Soest – Kassel Helsa – Sontra | 294 km  | w użytkowaniu w budowie: Ratingen – Heiligenhaus w budowie i planowane: Kassel – Helsa w budowie: Sontra-West – AD Wommen |      |
| A 45           | Dortmunder Ring, Sauerlandautobahn / -linie, Siegerlandautobahn, Wetteraulinie | Dortmund – Hagen – Siegen – Gießen – Hanau – Aschaffenburg | 257 km  | w użytkowaniu |      |
| A 46           | Wupperschnellweg, Hochsauerlandlinie, Ruhrtalautobahn                          | Heinsberg – Neuss – Düsseldorf – Wuppertal Hagen – Hemer Arnsberg – Olsberg                                                                                            | 149 km  | w użytkowaniu planowane: Hemer – Menden                                                                                   |      |
| A 47           |                                                                                | Bielefeld – Gütersloh – Lippstadt – Erwitte |         | dawniej planowano; obecnie stanowi część dróg oraz                                                                        |      |
| A 48           | Westerwaldautobahn, Eifelautobahn                                              | AD Vulkaneifel – Koblenz – AD Dernbach | 78 km   | w użytkowaniu |      |
| A 49           |                                                                                | Kassel – Schwalmstadt | 57 km   | w użytkowaniu w budowie: Schwalmstadt – Homberg (Ohm)                                                                     |      |
|                |                                                                                | |         | |      |
| Łączna długość | Łączna długość                                                                 | Łączna długość | 1081 km | |      |

#### A 50 – A 59
| Numer          | Nazwy                                                                        | Przebieg                                                                     | Długość | Status                                                    | Mapa |
| -------------- | ---------------------------------------------------------------------------- | ---------------------------------------------------------------------------- | ------- | --------------------------------------------------------- | ---- |
| A 50           | Oberbergische Straße                                                         | Aachen – Olpe                                                                |         | obecnie istnieje jako część                               |      |
| A 51           |                                                                              | Duisburg – Krefeld – Viersen – Hückelhoven – Aachen                          |         | dawniej planowano, częściowo zbudowano jako               |      |
| A 52           |                                                                              | (Roermond –) Mönchengladbach – Neuss Düsseldorf – Essen Gelsenkirchen – Marl | 97 km   | w użytkowaniu planowane: Essen – Gelsenkirchen            |      |
| A 53           |                                                                              | (Liège –) Aachen – Düsseldorf                                                |         | częściowo zbudowano jako                                  |      |
| A 54           | Viehbachtalstraße, Stadtautobahn Solingen                                    | (Heerlen –) Jülich – Solingen – Lüdenscheid – Werdohl                        |         | dawniej planowano; częściowo zbudowano jako , oraz L 141n |      |
| A 55           |                                                                              | Goch – Kempen – Krefeld – Grevenbroich – Hürth                               |         | dawniej planowano                                         |      |
| A 56           | Ennertaufstieg                                                               | Selfkant – Düren – Euskirchen – Bonn – Waldbröl                              |         | dawniej planowano; częściowo zbudowano jako oraz          |      |
| A 57           | Niederrheinautobahn / Trans-Niederrhein-Magistrale, Linksrheinische Autobahn | (Nijmegen –) Goch – Moers – Krefeld – Neuss – Köln                           | 119 km  | w użytkowaniu                                             |      |
| A 59           | Nord-Süd-Straße, Flughafenautobahn                                           | Dinslaken – Duisburg Düsseldorf – Leverkusen Köln – Bonn                     | 69 km   | w użytkowaniu                                             |      |
|                |                                                                              |                                                                              |         |                                                           |      |
| Łączna długość | Łączna długość                                                               | Łączna długość                                                               | 285 km  |                                                           |      |

#### A 60 – A 69
| Numer          | Nazwy                                                                               | Przebieg | Długość | Status                                                            | Mapa |
| -------------- | ----------------------------------------------------------------------------------- | --- | ------- | ----------------------------------------------------------------- | ---- |
| A 60           | Mainzer Ring (południowa część)                                                     | (Liège –) Winterspelt – Wittlich Bingen – Mainz – Rüsselsheim                                                                             | 113 km  | w użytkowaniu                                                     |      |
| A 61           | Linksrheinische Autobahn                                                            | (Venlo –) Kaldenkirchen – Mönchengladbach-Wanlo Jackerath – Bad Neuenahr-Ahrweiler – Koblenz – Bingen – Worms – Ludwigshafen – Hockenheim | 313 km  | w użytkowaniu                                                     |      |
| A 62           |                                                                                     | Nonnweiler – Pirmasens | 79 km   | w użytkowaniu                                                     |      |
| A 63           |                                                                                     | Mainz – Kaiserslautern | 70 km   | w użytkowaniu                                                     |      |
| A 64           | Luxemburger Autobahn, Meulenwaldautobahn                                            | (Luxemburg –) przejście graniczne Wasserbillig/Mesenich – Trier                                                                           | 18 km   | w użytkowaniu                                                     |      |
| A 65           | Pfälzer Autobahn                                                                    | Ludwigshafen – Neustadt an der Weinstraße – Wörth                                                                                         | 59 km   | w użytkowaniu                                                     |      |
| A 66           | Rhein-Main-Schnellweg, Kinzigtalautobahn, „Route 66”, Mainzer Ring (północna część) | Wiesbaden – Frankfurt am Main-Miquelallee Frankfurt-Bergen-Enkheim – Hanau – Fulda                                                        | 125 km  | w użytkowaniu w budowie: AD Erlenbruch – Frankfurt-Bergen-Enkheim |      |
| A 67           | Rechtsrheinische Autobahn                                                           | Rüsselsheim – Darmstadt – Viernheimer Dreieck                                                                                             | 58 km   | w użytkowaniu                                                     |      |
| A 69           | Bienwaldautobahn                                                                    | Schifferstadt – Germersheim – Wörth am Rhein (– Strasburg)                                                                                |         | dawniej planowano; obecnie jako część drogi                       |      |
|                |                                                                                     | |         |                                                                   |      |
| Łączna długość | Łączna długość                                                                      | Łączna długość | 835 km  |                                                                   |      |

#### A 70 – A 79
| Numer          | Nazwy                                                                | Przebieg                                                                                | Długość | Status                                                  | Mapa |
| -------------- | -------------------------------------------------------------------- | --------------------------------------------------------------------------------------- | ------- | ------------------------------------------------------- | ---- |
| A 70           | Maintalautobahn                                                      | Schweinfurt – Bamberg – Bayreuth                                                        | 120 km  | w użytkowaniu                                           |      |
| A 71           | Thüringer-Wald-Autobahn                                              | Sangerhausen – Erfurt – Suhl – Schweinfurt                                              | 220 km  | w użytkowaniu                                           |      |
| A 72           | Vogtlandautobahn                                                     | Hof – Zwickau – Chemnitz – Rötha                                                        | 162 km  | w użytkowaniu w budowie: Rötha – Leipzig                |      |
| A 73           | Frankenschnellweg (część północna) Südwesttangente (część wschodnia) | Suhl – Coburg – Bamberg – Erlangen – Fürth – Nürnberg/Fürth Nürnberg-Hafen-Ost – Feucht | 167 km  | w użytkowaniu                                           |      |
| A 75           | Mittelfrankenautobahn                                                | Baiersdorf – Nürnberg – Hilpoltstein                                                    |         | dawniej planowano                                       |      |
| A 77           | Frankenschnellweg (południowa część)                                 | Nürnberg-Hafen – Weißenburg in Bayern – Donauwörth                                      |         | dawniej planowano; obecnie stanowi część dróg K N4 oraz |      |
|                |                                                                      |                                                                                         |         |                                                         |      |
| Łączna długość | Łączna długość                                                       | Łączna długość                                                                          | 669 km  |                                                         |      |

#### A 80 – A 89
| Numer          | Nazwy                                                                               | Przebieg | Długość | Status | Mapa |
| -------------- | ----------------------------------------------------------------------------------- | --- | ------- | --- | ---- |
| A 80           | Nordumgehung Bruchsal, Filstalautobahn, Uferstraße                                  | Germersheim – Bruchsal – Stuttgart – Esslingen – Ulm – Senden |         | dawniej planowano; obecnie stanowi część dróg ; droga B28 na odcinku Ulm – Hittistetten oznakowana jest jak autostrada (Autobahnähnliche Straße) |      |
| A 81           | Westumgehung Würzburg, Neckarlinie, Bodenseeautobahn / Spätzle-Highway, Gipsstrecke | Würzburg (AD Würzburg-West) – Heilbronn (AK Weinsberg) – Ludwigsburg – Leonberg – Stuttgart – Böblingen – Villingen-Schwenningen – AK Hegau – Singen – B34 (4 Szafuza – Zurych) | 276 km  | istnieje |      |
| A 82           | Südautobahn, Wildparkstraße                                                         | Karlsruhe – Pforzheim – Ditzingen – Stuttgart |         | obecnie stanowi część |      |
| A83            |                                                                                     | Lauffen am Neckar – Stuttgart – Tübingen – Villingen-Schwenningen – Hüfingen |         | dawniej planowano; obecnie stanowi część drogi                                                                                                   |      |
| A84            |                                                                                     | Haguenau – Freudenstadt – Tübingen – Reutlingen – Kirchheim unter Teck |         | dawniej planowano; obecnie stanowi część drogi                                                                                                   |      |
| A85            | Filderauffahrt, Filderspange Ost                                                    | Schwäbisch Hall – Backnang – Stuttgart – Metzingen – Riedlingen – Ravensburg |         | dawniej planowano; obecnie stanowi część drogi                                                                                                   |      |
| A86            | Schwarzwaldautobahn                                                                 | Breisach – Freiburg im Breisgau – Titisee – Donaueschingen – Tuttlingen – Riedlingen – Ulm – Langenau                                                                           |         | dawniej planowano; obecnie stanowi część dróg |      |
| A87            | Kleiner Nordostring Stuttgart (KlNORSt), Remstalautobahn                            | Stuttgart/Zuffenhausen Nord – Kornwestheim – Fellbach – Waiblingen – Schorndorf – Lorch – Schwäbisch Gmünd – Aalen (– )                                                         |         | dawniej planowano; obecnie stanowi odcinek drogi                                                                                                 |      |
| A 88           |                                                                                     | Memmingen – Biberach – Ertingen |         | dawniej planowano; obecnie stanowi część drogi                                                                                                   |      |
| A 89           |                                                                                     | Ulm – Laupheim – Biberach an der Riß – Bad Waldsee – Weingarten (Württemberg) – Ravensburg – Friedrichshafen                                                                    |         | w budowie i planowana jako ; dawniej planowano podniesienie kategorii drogi do autostrady                                                        |      |
|                |                                                                                     | |         | |      |
| Łączna długość | Łączna długość                                                                      | Łączna długość | 276 km  | |      |

#### A 90 – A 99
| Numer          | Nazwy | Przebieg | Długość | Status | Mapa |
| -------------- | --- | --- | ------- | --- | ---- |
| A 90           | Paartalautobahn, Regensburger Autobahn, Ostbayernautobahn                                                    | Saalhaupt – Mainburg – AD Holledau – Pfaffenhofen – Aichach – Dasing – Augsburg                                                        |         | dawniej planowano; obecnie stanowi część dróg |      |
| A 91           | Reichsstädtelinie/ -autobahn, Donau-Ries-Autobahn, Westtangente Augsburg, Lechfeldautobahn                   | Feuchtwangen – Donauwörth – Augsburg – Landsberg am Lech – Füssen                                                                      |         | dawniej planowano; obecnie stanowi część dróg |      |
| A 92           | Isarlinie, Deggendorfer Autobahn, Bayerischer-Wald-Autobahn, Flughafenzubringer München, Landshuter Autobahn | AD München-Feldmoching – AK Neufahrn – Landshut – Deggendorf                                                                           | 134 km  | istnieje |      |
| A 93           | Ostbayernautobahn Inntalautobahn                                                                             | AD Hochfranken – Hof – Weiden – AK Oberpfälzer Wald – Ratyzbona – AD Holledau Rosenheim/AD Inntal – Kufstein (– – Innsbruck – Brenner) | 268 km  | istnieje dawniej planowano: Ratyzbona – Rosenheim (zastąpiona przez ) |      |
| A 94           | Passauer Autobahn, Töginger Straße                                                                           | München – Burghausen Malching – Kirchham                                                                                               | 109 km  | istnieje w budowie: Kirchham – AK Pocking planowane: Burghausen – Malching |      |
| A 95           | Garmischer Autobahn, Olympiastraße                                                                           | München – Garmisch-Partenkirchen | 69 km   | istnieje |      |
| A 96           | Lindauer Autobahn / Bodenseeautobahn / Allgäuautobahn, Ammerseestraße                                        | Lindau – Wangen – AK Memmingen – Buchloe – Landsberg – München                                                                         | 173 km  | istnieje |      |
| A 98           | Hochrheinautobahn, Bodenseeautobahn, Voralpenautobahn                                                        | Weil am Rhein – Lörrach – AD Hochrhein Murg – Hauenstein Waldshut-Tiengen – Lauchringen Singen (Hohentwiel) – Stockach                 | 45 km   | istnieje w budowie i planowane: AD Hochrhein – Rheinfelden – Bad Säckingen – Waldshut-Tiengen dawniej planowano: Lauchringen – Jestetten – Schaffhausen – Singen (Hohentwiel) |      |
| A 99           | Umfahrung München                                                                                            | AD München-Süd-West – AK München-West – AD München-Allach – AD München-Feldmoching – AK München-Nord – AK München-Ost – AK München-Süd | 54 km   | istnieje |      |
| A 99a          | Eschenrieder Spange                                                                                          | AD München-Allach – AD München-Eschenried                                                                                              | 4 km    | istnieje |      |
|                | | |         | |      |
| Łączna długość | Łączna długość                                                                                               | Łączna długość | 817 km  | |      |

### Autostrady o numerach trzycyfrowych

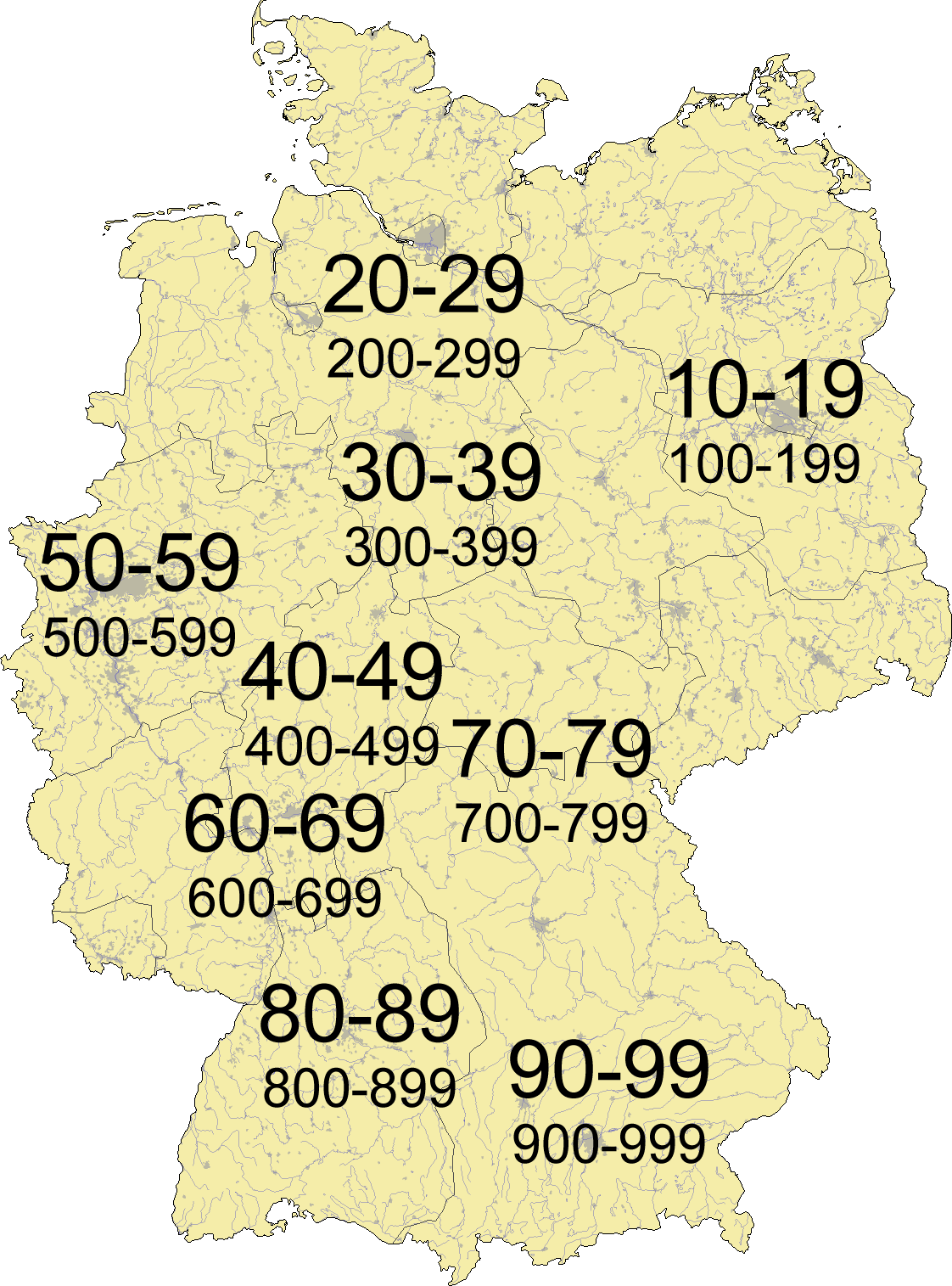
Autostrady A 10-A 999

#### A 100 – A 199
| Numer          | Nazwy                                              | Przebieg                                                                                        | Długość | Status                                                                                               |  |
| -------------- | -------------------------------------------------- | ----------------------------------------------------------------------------------------------- | ------- | --- |  |
| A 100          | Stadtring Berlin                                   | Seestraße – AD Charlottenburg – AD Funkturm – AK Schöneberg – AD Neukölln (– Landsberger Allee) | 21 km   | istnieje w budowie: AD Neukölln – Am Treptower Park planowane: Am Treptower Park – Landsberger Allee |  |
| A 102          | Osttangente, Abzweig Neukölln                      | AK Tempelhof – Gradestraße                                                                      | 1 km    | od 2006 r. jako łącznica autostrady na węźle Gradestraße                                             |  |
| A 103          | Westtangente Süd, Abzweig Schöneberg               | Sachsendamm – AK Schöneberg – Wolfensteindamm/Schloßstraße                                      | 4 km    | istnieje                                                                                             |  |
| A 104          | Abzweig Steglitz / Autobahnzubringer Schmargendorf | Konstanzer Straße – AK Wilmersdorf – Schildhornstraße                                           | 3 km    | od 2006 r. jako odgałęzienie autostrady                                                              |  |
| A 105          | Westtangente Nord                                  | AK Reinickendorf – Kurt-Schumacher-Platz                                                        | 1 km    | od 2006 r. jako odgałęzienie autostrady                                                              |  |
| A 106          | Südtangente                                        | Berlin-Schöneberg – Berlin-Kreuzberg – Treptow-Köpenick                                         |         | dawniej planowano, nigdy nie została zbudowana                                                       |  |
| A 107          | Nordtangente                                       | Berlin-Tiergarten – Berlin-Mitte – Berlin-Friedrichshain                                        |         | dawniej planowano, nigdy nie została zbudowana                                                       |  |
| A 111          | Autobahnzubringer Hamburg                          | AD Kreuz Oranienburg – AD Charlottenburg                                                        | 23 km   | istnieje                                                                                             |  |
| A 113          | Teltowkanal-Autobahn / Zubringer Dresden           | AD Neukölln – AK Schönefeld                                                                     | 19 km   | istnieje                                                                                             |  |
| A 114          | Autobahnzubringer Prenzlau / Abzweig Berlin-Pankow | AD Pankow – Prenzlauer Promenade                                                                | 8 km    | czynna dla ruchu                                                                                     |  |
| A 115          | Autobahnzubringer Magdeburg / Leipzig, AVUS        | AD Funkturm – Potsdam – AD Nuthetal                                                             | 28 km   | istnieje                                                                                             |  |
| A 117          | Zubringer Dresden                                  | AD Treptow – AD Waltersdorf                                                                     | 5 km    | istnieje, dawniej oznakowana jako                                                                    |  |
| A 140          | Südtangente Leipzig                                | AD Halle-Süd – Halle (Südumfahrung) – Leipzig (Südumfahrung) – AD Parthenaue                    |         | planowano jako część                                                                                 |  |
| A 143          | Westumfahrung Halle, Mitteldeutsche Schleife       | Halle-Neustadt – AD Halle-Süd                                                                   | 9 km    | istnieje planowane: (AD Halle-Nord) – Halle-Neustadt                                                 |  |
|                |                                                    |                                                                                                 |         | |  |
| Łączna długość | Łączna długość                                     | Łączna długość                                                                                  | 122 km  | |  |

#### A 200 – A 299
| Numer          | Nazwa                                                    | Przebieg                                                 | Długość | Status                                                    | Mapa |
| -------------- | -------------------------------------------------------- | -------------------------------------------------------- | ------- | --------------------------------------------------------- | ---- |
|                |                                                          | Grimmen – Stralsund – Rügen                              |         | dawniej planowano; obecnie stanowi część drogi            |      |
|                |                                                          | Westumfahrung Flensburg (Zachodnia Obwodnica Flensburga) |         | dawniej planowano; obecnie stanowi północny odcinek drogi |      |
|                | Kieler Westküstenstraße                                  | Rendsburg – Kiel                                         | 27 km   | czynna dla ruchu                                          |      |
|                | Część magistrali Hamburg-Kiel                            | Kiel – AD Bordesholm                                     | 21 km   | czynna dla ruchu                                          |      |
|                | Abzweig Lübeck                                           | AD Bad Schwartau – Lübeck-Siems                          | 5 km    | czynna dla ruchu                                          |      |
|                |                                                          | Lübeck-Zentrum – Lübeck-Travemünde                       |         | dawniej planowano; obecnie stanowi część drogi            |      |
|                |                                                          | (Wismar –) Schwerin                                      | 32 km   | dawniej A241, od 2006 r. część                            |      |
|                | Masch(e)ner Autobahn                                     | Maschener Kreuz – Lüneburg                               | 28 km   | dawniej A250, od 3 listopada 2010 część                   |      |
|                | Hafenquerspange                                          | Hamburg-Georgswerder (– Waltershof)                      | 2 km    | 6 października 2019 roku przeklasfyfikowana na            |      |
|                | Umgehung Harburg (Obwodnica Harburga)                    | Hamburg-Harburg                                          | 4 km    | 6 października 2019 roku przeklasyfikowana na             |      |
|                | Abzweig Veddel                                           | Hamburg – Veddel                                         | 2 km    | czynna dla ruchu                                          |      |
|                | Eckverbindung Hamburg-Harburg                            | Hamburg – Buchholz in der Nordheide                      | 10 km   | czynna dla ruchu                                          |      |
|                |                                                          | Schwarzenbek – Lüneburg                                  |         | planowano jako część                                      |      |
|                | Anbindung Bremen-Nord                                    | Bremen                                                   | 12 km   | czynna dla ruchu                                          |      |
|                |                                                          | Bunde                                                    | 4 km    | czynna dla ruchu                                          |      |
|                | Eckverbindung Bremen                                     | Bremen                                                   | 7 km    | czynna dla ruchu                                          |      |
|                |                                                          | Delmenhorst – Bremen                                     |         | dawniej planowano; obecnie część drogi                    |      |
|                |                                                          | Wilhelmshaven – Wittmund                                 |         | dawniej planowano; obecnie stanowi część drogi            |      |
|                | Stadtautobahn Oldenburg (Oldenburska Autostrada Miejska) | AK Oldenburg-Nord – AD Oldenburg-West                    | 9 km    | czynna dla ruchu                                          |      |
|                |                                                          |                                                          |         |                                                           |      |
| Łączna długość | Łączna długość                                           | Łączna długość                                           | 103 km  |                                                           |      |

#### A 300 – A 399
| Numer          | Nazwa                                          | Przebieg                                      | Długość | Status                                         | Mapa |
| -------------- | ---------------------------------------------- | --------------------------------------------- | ------- | ---------------------------------------------- | ---- |
| A 314          |                                                | (Enschede –) Gronau – Münster                 |         | dawniej planowano; obecnie istnieje jako część |      |
| A 339          | Nordumgehung Bad Oeynhausen                    | Dehme – AK Bad Oeynhausen                     |         | dawniej planowano; obecnie istnieje jako część |      |
| A 352          | Eckverbindung Hannover / Westtangente Hannover | AD Hannover-Nord – AD Hannover-West           | 17 km   | istnieje                                       |      |
| A 369          | • Zubringer Bad Harzburg • Harz-Highway        | AD Vienenburg – AD Bad Harzburg               | 4 km    | istnieje                                       |      |
| A 376          | • Messeschnellweg • Messestutzen               | Hannover-Messegelände – AD Hannover-Süd       |         | obecnie stanowi część                          |      |
| A 388          | Zubringer Göttingen / Nordumgehung Göttingen   | Göttingen-Nord – Göttingen-Weende             |         | w 2003 roku zdegradowana do                    |      |
| A 391          | Westtangente Braunschweig                      | Braunschweig-Wenden – AD Braunschweig-Südwest | 12 km   | istnieje                                       |      |
| A 392          | Nordtangente Braunschweig                      | Watenbüttel – Siegfriedviertel                | 4 km    | istnieje                                       |      |
| A 395          | Harz-Highway                                   | Braunschweig – Wolfenbüttel – Goslar          |         | obecnie stanowi część                          |      |
|                |                                                |                                               |         |                                                |      |
| Łączna długość | Łączna długość                                 | Łączna długość                                | 37 km   |                                                |      |

#### A 400 – A 499
| Numer          | Nazwa                                           | Przebieg | Długość | Status                                                                       |  |
| -------------- | ----------------------------------------------- | --- | ------- | ---------------------------------------------------------------------------- |  |
|                | Ruhrschnellweg                                  | Duisburg – Mülheim an der Ruhr – Essen – Bochum – Dortmund –                                                      |         | od stycznia 1977 do kwietnia 1992 jako A430, następnie jako wschodni odcinek |  |
|                |                                                 | (Herne –) – |         | dawniej planowano; nigdy nie została zbudowana                               |  |
|                | Querspange Unna                                 | (Iserlohn) – Unna-Süd – AK Unna-Ost – Unna                                                                        |         | była autostrada, obecnie fragment oraz L 679                                 |  |
|                |                                                 | (Hamm –) – Werl – Arnsberg-Neheim (– AD AR-Neheim)                                                                | 14 km   | czynna dla ruchu                                                             |  |
|                |                                                 | Autobahndreieck Bochum-West – Bochum-Laer                                                                         | 10 km   | w budowie                                                                    |  |
|                |                                                 | (Remscheid –) – Gummersbach – Bergneustadt – Waldbröl –                                                           |         | dawniej planowano, częściowo zbudowana jako                                  |  |
|                |                                                 | Wetzlar-Północ – Aßlar – Wetzlar-Blasbach Wettenberg – Gießener Nordkreuz (Gießener Ring) – Reiskirchener Dreieck | 19 km   | czynna dla ruchu w planach: Wetzlar-Blasbach – Wettenberg                    |  |
|                | Osttangente Gießen (Wschodnia Obwodnica Gießen) | Gießener Nordkreuz – Linden – Gießener Südkreuz – Langgöns                                                        | 20 km   | czynna dla ruchu                                                             |  |
|                |                                                 | |         |                                                                              |  |
| Łączna długość | Łączna długość                                  | Łączna długość | 53 km   |                                                                              |  |

#### A 500 – A 599
| Numer          | Nazwy                                                             | Przebieg                                      | Długość | Status | Mapa |
| -------------- | ----------------------------------------------------------------- | --------------------------------------------- | ------- | --- | ---- |
| A 516          | Abzweig Oberhausen / Zubringer Oberhausen                         | AK Oberhausen – Oberhausen-Eisenheim          | 5 km    | istnieje |      |
| A 524          |                                                                   | AD Breitscheid – AK Duisburg-Süd              | 7 km    | istnieje w budowie: AK Duisburg-Süd – Duisburg-Huckingen planowane: Duisburg-Huckingen – AK Krefeld-Zentrum |      |
| A 533          | Brühler Autobahn, „Phantasialand-Autobahn” / -highway”            | AK Bliesheim – Brühl                          |         | zaplanowano jako                                                                                            |      |
| A 535          |                                                                   | Sonnborner Kreuz – Wuppertal-Dornap – Velbert | 13 km   | istnieje |      |
| A 540          | Grevenbroicher Abzweig / Zubringer Grevenbroich                   | Jüchen – Grevenbroich                         | 7 km    | istnieje |      |
| A 542          |                                                                   | Monheim – Langenfeld                          | 6 km    | istnieje |      |
| A 544          | Aachener Zubringer / Abzweig Aachen                               | Aachen-Europaplatz – AK Aachen                | 5 km    | istnieje |      |
| A 545          |                                                                   | Aachen – Bad Münstereifel                     |         | dawniej planowano                                                                                           |      |
| A 552          |                                                                   | Köln-Roggendorf/Thenhoven – Köln-Niehl        |         | dawniej planowano; częściowo istnieje jako miejska droga                                                    |      |
| A 553          | Brühler Autobahn, „Phantasialand-Autobahn” / -highway”            | AK Bliesheim – Brühl                          | 13 km   | istnieje |      |
| A 555          | Kölner Stadtautobahn, Köln-Bonner Autobahn, „Diplomatenrennbahn”  | Köln – Bonn                                   | 20 km   | istnieje |      |
| A 558          |                                                                   | Frechen – Rodenkirchen                        |         | dawniej planowano                                                                                           |      |
| A 559          | Abzweig Köln-Deutz / Eckverbindung Köln, Östliche Zubringerstraße | Köln-Deutz – AK Köln-Gremberg – AD Porz       | 7 km    | istnieje |      |
| A 560          | Südliche Umgehung Siegburg                                        | Sankt Augustin – Siegburg – Hennef            | 13 km   | istnieje |      |
| A 562          | Südumfahrung Bonn / Abzweig Bonn-Süd, Ennertaufstieg              | Bonn-Friesdorf – AK Bonn-Ost                  | 4 km    | istnieje |      |
| A 565          | Bonner Stadtautobahn                                              | Dreieck Bonn-Nordost – Meckenheim             | 27 km   | istnieje |      |
| A 571          | Abzweig Sinzig                                                    | Ehlingen – AD Sinzig                          | 3 km    | istnieje |      |
| A 573          | Abzweig Bad Neuenahr–Ahrweiler                                    | Grafschaft – Bad Neuenahr                     | 3 km    | istnieje |      |
| A 580          | Aachener Zubringer / Abzweig Aachen                               | Aachen-Europaplatz – AK Aachen                |         | zaplanowano jako                                                                                            |      |
|                |                                                                   |                                               |         | |      |
| Łączna długość | Łączna długość                                                    | Łączna długość                                | 133 km  | |      |

#### A 600 – A 699
| Numer          | Nazwy                                                             | Przebieg                                                      | Długość | Status                                                | Mapa |
| -------------- | ----------------------------------------------------------------- | ------------------------------------------------------------- | ------- | ----------------------------------------------------- | ---- |
| A 602          | Moseltalautobahn                                                  | Trier – AD Moseltal                                           | 10 km   | w użytkowaniu                                         |      |
| A 610          |                                                                   | Idar-Oberstein – Bad Kreuznach                                |         | zaniechano realizacji; częściowo istnieje jako        |      |
| A 620          | Saarautobahn, Stadtautobahn Saarbrücken                           | Saarlouis – Saarbrücken                                       | 32 km   | w użytkowaniu                                         |      |
| A 621          |                                                                   | Saarlouis – Überherrn                                         |         | zaniechano realizacji; istnieje jako                  |      |
| A 623          | Grühlingsstraße                                                   | Friedrichsthal – Saarbrücken                                  | 10 km   | w użytkowaniu                                         |      |
| A 643          | Mainzer Ring (część zachodnia)                                    | Wiesbaden-Dotzheim – AD Mainz                                 | 8 km    | w użytkowaniu                                         |      |
| A 647          | Taunusautobahn                                                    | Frankfurt-Höchst – Königstein im Taunus                       |         | zaniechano realizacji; częściowo istnieje jako        |      |
| A 648          | Wiesbadener Straße                                                | Eschborner Dreieck – Messe Frankfurt                          | 5 km    | w użytkowaniu                                         |      |
| A 650          |                                                                   | Bad Dürkheim – Ludwigshafen am Rhein                          | 14 km   | w użytkowaniu                                         |      |
| A 652          | Abzweig Wörth, Nordtangente Karlsruhe                             | Kandel – Wörth am Rhein                                       |         | zaniechano realizacji; częściowo istnieje jako oraz   |      |
| A 653          |                                                                   | Ludwigshafen am Rhein – Speyer                                |         | zaniechano realizacji; istnieje jako oraz             |      |
| A 654          |                                                                   | Wörth am Rhein – Malsch                                       |         | zaniechano realizacji                                 |      |
| A 655          | Ost-West-Spange                                                   | Worms – Ludwigshafen am Rhein – Schwetzingen                  |         | zaniechano realizacji; częściowo istnieje jako , oraz |      |
| A 656          |                                                                   | Mannheim – Heidelberg                                         | 12 km   | w użytkowaniu                                         |      |
| A 659          |                                                                   | Weinheim – Viernheim                                          | 7 km    | w użytkowaniu                                         |      |
| A 661          | Osttangente Frankfurt, Taunusschnellweg                           | Oberursel – Frankfurt am Main – Offenbach am Main – Egelsbach | 37 km   | w użytkowaniu                                         |      |
| A 671          | Ostring Mainz (część wschodnia), Südmainschnellweg • Mainzer Ring | Wiesbaden – Mainspitz-Dreieck                                 | 12 km   | w użytkowaniu                                         |      |
| A 672          | Querspange / Zubringer Darmstadt                                  | Griesheim – Darmstadt                                         | 2 km    | w użytkowaniu                                         |      |
| A 680          |                                                                   | Darmstadt – Dieburg                                           |         | zdegradowana do                                       |      |
| A 683          | Rodgauautobahn                                                    | Dieburg – Hanau                                               |         | zdegradowana do                                       |      |
| A 687          | Langes Handtuch                                                   | Stockstadt am Main – Obernburg am Main                        |         | zaniechano realizacji; istnieje jako                  |      |
|                |                                                                   |                                                               |         |                                                       |      |
| Łączna długość | Łączna długość                                                    | Łączna długość                                                | 149 km  |                                                       |      |

#### A 700 – A 799
| Numer | Nazwy                                      | Przebieg                                 | Długość | Status                                                                           | Mapa |
| ----- | ------------------------------------------ | ---------------------------------------- | ------- | -------------------------------------------------------------------------------- | ---- |
| A 713 | Stadtring Süd                              | Estenfeld – Würzburg-Heidingsfeld        |         | zaniechano realizacji; obecnie istnieje jako                                     |      |
| A 722 |                                            | AD Bayerisches Vogtland – AD Hochfranken |         | przemianowano na                                                                 |      |
| A 731 |                                            | Bamberg – Pommersfelden                  |         | zaniechano realizacji; częściowo istnieje jako                                   |      |
| A 751 | Frankenschnellweg (część południowa)       | Nürnberg – Schwabach                     |         | włączono do planów budowy lub , później zaniechano; częściowo istnieje jako K N4 |      |
| A 752 | Südwesttangente Nürnberg (część zachodnia) | Nürnberg – Diespeck                      |         | zaniechano realizacji; częściowo istnieje jako droga gminna oraz część           |      |
| A 753 | Frankenschnellweg (część północna)         | Erlangen – Nürnberg                      |         | zaniechano realizacji; częściowo istnieje jako                                   |      |

#### A 800 – A 899
| Numer          | Nazwy                  | Przebieg                                    | Długość | Status                                                      | Mapa |
| -------------- | ---------------------- | ------------------------------------------- | ------- | ----------------------------------------------------------- | ---- |
| A 828          |                        | Baden-Baden – Geroldsau                     |         | zaniechano realizacji; obecnie częściowo w ciągu            |      |
| A 831          |                        | Stuttgart-Vaihingen – AK Stuttgart          | 2 km    | w użytkowaniu                                               |      |
| A 833          |                        | Sindelfingen – Böblingen                    |         | zdegradowano do                                             |      |
| A 834          |                        | Stuttgart-Vaihingen – Stuttgart-Möhringen   |         | zaniechano realizacji                                       |      |
| A 840          |                        | Kehl – Offenburg                            |         | zaniechano realizacji; obecnie częściowo w ciągu            |      |
| A 860          | Stadtautobahn Freiburg | Umkirch – Freiburg im Breisgau – Buchenbach |         | planowana; planowane częściowe podniesienie kategorii drogi |      |
| A 861          | Querspange Rheinfelden | Stuttgart-Vaihingen – AK Stuttgart          | 4 km    | w użytkowaniu                                               |      |
| A 862          |                        | (Mulhouse –) AD Neuenburg                   | 0,4 km  | przeklasyfikowano na odgałęzienie                           |      |
| A 863          |                        | Baden-Baden – Iffezheim                     |         | zaniechano realizacji; obecnie częściowo w ciągu            |      |
| A 863          |                        | Denzlingen – Freiburg im BreisgauBaden      |         | zaniechano realizacji; obecnie częściowo w ciągu oraz       |      |
| A 864          |                        | Donaueschingen – AD Bad Dürrheim            | 6 km    | w użytkowaniu                                               |      |
| A 881          |                        | AK Hegau – Konstanz                         |         | zaniechano realizacji; obecnie częściowo w ciągu            |      |
| A 895          |                        | Ulm-Grimmelfingen – Ulm-Wiblingen           |         | zaniechano realizacji; obecnie częściowo w ciągu K 9915     |      |
|                |                        |                                             |         |                                                             |      |
| Łączna długość | Łączna długość         | Łączna długość                              | 12 km   |                                                             |      |

#### A 900 – A 999
| Numer          | Nazwy                                     | Przebieg                                   | Długość | Status                                                                  | Mapa |
| -------------- | ----------------------------------------- | ------------------------------------------ | ------- | ----------------------------------------------------------------------- | ---- |
| A 921          |                                           | Flughafen München – München                |         | dawniej planowano                                                       |      |
| A 922          | Flughafenzubringer                        | Flughafen München – AD München-Feldmoching |         | dawniej planowano; częściowo zbudowano jako                             |      |
| A 942          |                                           | Mühldorf – Simbach am Inn                  |         | częściowo zbudowano jako                                                |      |
| A 944          |                                           | München – Wasserburg am Inn                |         | zaniechano realizacji                                                   |      |
| A 952          | Abzweig Starnberg                         | AD Starnberg – Starnberg                   | 5 km    | w użytkowaniu                                                           |      |
| A 980          | Abzweig Waltenhofen, Südumfahrung Kempten | AD Allgäu – Waltenhofen                    | 5 km    | w użytkowaniu; pierwotnie jako część                                    |      |
| A 985          |                                           | Waltenhofen – Oberstdorf                   |         | zaniechano realizacji; częściowo zbudowano jako                         |      |
| A 990          |                                           | AK München-Nord – Schwabing                |         | istnieje jako część                                                     |      |
| A 991          |                                           | AD München-Feldmoching – Olympiapark       |         | zaniechano realizacji; częściowo zbudowano jako                         |      |
| A 992          |                                           | München-Steinhausen – AK München-Ost       |         | istnieje jako część                                                     |      |
| A 993          |                                           | Perlach – Putzbrunn                        |         | zaniechano realizacji; częściowo zbudowano jako droga Staatsstraße 2078 |      |
| A 994          |                                           | Ramersdorf – AK München-Süd                |         | istnieje jako część                                                     |      |
| A 995          | Südzubringer München, Giesinger Autobahn  | München-Giesing – AK München-Süd           | 11 km   | w użytkowaniu                                                           |      |
| A 996          |                                           | Sendling – Forstenrieder Park              |         | istnieje jako część                                                     |      |
| A 997          | Ammerseestraße                            | AD München-Südwest – Sendling              |         | istnieje jako część                                                     |      |
| A 998          |                                           | AK München-West – Obermenzing              |         | istnieje jako część                                                     |      |
| A 999          |                                           | Mittlerer Autobahnring München             |         | zaniechano realizacji; istnieje jako                                    |      |
|                |                                           |                                            |         |                                                                         |      |
| Łączna długość | Łączna długość                            | Łączna długość                             | 21 km   |                                                                         |      |